# Janet Kelso
Janet Kelso (24 de marzo de 1975) es una bióloga computacional sudafricana y líder del Grupo de Investigación Minerva de Bioinformática en el Instituto Max Planck de Antropología Evolutiva. Es conocida especialmente por su trabajo de comparación del ADN de humanos anteriores (neandertales) con los actuales (Homo Sapiens).

## Trayectoria
Kelso se licenció en Ciencias por la Universidad de Natal en 1995, tras lo cual obtuvo matrículas de honor y un máster en Bioquímica Médica y Patología Química por la Universidad de Ciudad del Cabo en 1997 y 2000, respectivamente. 
En 2003 se doctoró en bioinformática por la Universidad de Western Cape, bajo la supervisión de Winston Hide. Un desafío para los biólogos computacionales era la falta falta de conservación adecuada del ADN y de tecnología para analizar los genomas nucleares de los antiguos humanos. Este obstáculo reforzó el interés de Kelso por la bioinformática e inicialmente abordó la cuestión utilizando el método basado en referencias. A partir de ahí, junto a su equipo de investigación han avanzado en la investigación del ADN antiguo.
Kelso ha investigado en genómica comparada de primates y ha contribuido a los proyectos sobre el genoma del neandertal, el bonobo y el orangután. Desde 2004, dirige el Grupo de Investigación Minerva de Bioinformática en el Instituto Max Planck de Antropología Evolutiva de Leipzig, Alemania, dónde llevó a cabo su investigación en colaboración con el UK Biobank (UKB). El UKB contiene información genética y médica a escala poblacional; a través del UKB, Kelso y sus colegas descubrieron una correlación entre las variantes neantéricas y determinados comportamientos y rasgos, como el cálculo de la probabilidad de ser una persona vespertina o matutina.
Desde 2013 es coeditora ejecutiva de la revista científica Bioinformatics.

## Premios y reconocimientos
Kelso ganó, en 2004, una beca de los Premios L'Oréal-UNESCO a Mujeres en Ciencia. En 2010, junto con sus coautoras, fue galardonada con el Premio Newcomb Cleveland al artículo más destacado en la revista científica Science, este trabajo publicó el borrador de la secuencia del genoma neandertal.
Kelso se desempeñó como vicepresidenta de la International Society for Computational Biology (ISCB) de 2011 a 2013 y en 2016 fue elegida para desempeñar otro mandato de 3 años como vicepresidenta, a partir de enero de 2017. Fue elegida, también como becaria del ISCB en 2016.